# Dominic Matteo
Dominic Matteo (Dumfries, Escocia, 28 de abril de 1974) es un exfutbolista escocés que jugaba de defensa.

## Clubes
| Club                         | País       | Año       |
| ---------------------------- | ---------- | --------- |
| Liverpool F. C.              | Inglaterra | 1992-2000 |
| Sunderland A. F. C. (cedido) | Inglaterra | 1995      |
| Leeds United F. C.           | Inglaterra | 2000-2004 |
| Blackburn Rovers F. C.       | Inglaterra | 2004-2007 |
| Stoke City F. C.             | Inglaterra | 2007-2009 |

## Palmarés

### Títulos nacionales
| Título                        | Club            | País       | Año  |
| ----------------------------- | --------------- | ---------- | ---- |
| Copa de la Liga de Inglaterra | Liverpool F. C. | Inglaterra | 1995 |